# Рудаєве
Руда́єве — село в Україні, у Близнюківській селищній громаді Лозівського району Харківської області. Населення становить 6 осіб. До 2020 року орган місцевого самоврядування — Софіївська сільська рада.

## Географія
Село Рудаєве знаходиться на правому березі річки Велика Тернівка, через яку перекинуто міст. На протилежному березі розташоване село Мар'ївка, примикають села Новоселівка та Ганно-Рудаєве. За 2,5 км проходить залізниця, лінія Лозова-Близнюки-Барвінкове, станція Рудаєве. На деяких картах різних років випуску села Новоселівка та Рудаєве плутають місцями.

## Історія
Село засноване у 1850 році.
Станом на 1886 рік у селі, центрі Рудаївської волості Павлоградського повіту Катеринославської губернії, мешкала 241 особа, налічувалося 54 двори, існували православна церква та лавка, проходило 2 ярмарки на рік.
12 червня 2020 року, відповідно до Розпорядження Кабінету Міністрів України № 725-р «Про визначення адміністративних центрів та затвердження територій територіальних громад Харківської області», увійшло до складу Близнюківської селищної громади.
19 липня 2020 року, в результаті адміністративно-територіальної реформи та ліквідації Близнюківського району, увійшло до складу Лозівського району Харківської області.

## Економіка
- Невеликий глиняний кар'єр.